# Rebiha Yala
Rebiha Yala , née le 9 janvier 1983 à Béjaïa, est une footballeuse internationale algérienne évoluant au poste de gardienne de but.

## Biographie

### Carrière en club
Rebiha Yala joue pour la A.S.E Bejaia (1998-2002) et FC Bejaia (2002-2004) et l'ASE Alger Centre et l'AS Intissar Oran en Algérie.

### Carrière internationale
Rebiha Yala est sélectionnée en équipe d'Algérie pour le Championnat d'Afrique féminin de football 2004.